# Pierre Charles Lenoir
Pierre Lenoir (Paris, 23 de maio de 1879 — Paris, 9 de setembro de 1953) foi um escultor francês.

## Biografia
Pierre Lenoir foi um escultor e medalhista francês e um dos escultores bretões nascidos na década de 1880 que estudaram juntos na École régionale des Beaux-Arts em Rennes; Jean Boucher, Louis-Henri Nicot, Armel-Beaufils, Paul Le Goff, Eloi Robert, Albert Bourget e Francis Renaud. Ele era filho do escultor Charles Joseph Lenoir. Casou-se com a pintora Mathilde Berthe Thorel, que também usava o nome Mathilde Lenoir. Ele estudou na École des beaux-arts de Rennes e na École des beaux-arts de Paris. Tornou-se diretor da École des beaux-arts de Rennes e, em 1931, tornou-se Chevalier da Légion d'honneur. Ele morreu em 9 de setembro de 1953 e está enterrado no túmulo da família Thorel no cemitério de Père-Lachaise. Uma placa marca sua residência entre 1914 e 1953 na 12 rue d'Auteuil, em Paris.

## Principais obras
Entre as principais obras de Lenoir estão:

### Memoriais de guerra
A Bretanha perdeu cerca de 240.000 homens mortos na guerra de 1914-1918 e todas as famílias e todas as comunas foram tocadas por essa guerra, e como foi o caso em toda a França, havia uma necessidade de marcar essas perdas com algum tipo de memorial. Os que ficaram para trás sentiram o dever de honrar os perdidos de alguma forma tangível e, em novembro de 1919, a associação "La Bretagne artistique" enviou uma circular a todo o Breton Hôtel de ville prometendo sua cooperação na criação de decoração escultórica para os memoriais erguidos.
Memorial de guerra de Penmarc'h - Para este memorial, Lenoir esculpiu uma viúva envolta em uma capa bretã, causando um efeito dramático. Originalmente, pretendia-se retratar duas mulheres, uma de pé e a outra de joelhos, mas apenas uma foi concluída.
Memorial de Guerra de Briec - Este memorial data de 1922 e tem esculturas de Lenoir em kersantita. A figura do soldado e a pequena "pietà" de um lado do obelisco foram baseadas em modelos de Lenoir, mas a escultura real foi realizada por Jean Joncourt.

## Medalhas
Lenoir criou muitas medalhas e plaquetas.

## Outros trabalhos
"Mulher fumando" - Esta plaqueta de bronze de Lenoir de 1931 é realizada no Victoria and Albert Museum. O museu declara 
"Medalhas e plaquetas Art Deco refletiam mudanças na sociedade. Aqui, uma mulher seminua, fumando um cigarro, sugere modernidade e uma abordagem hedonista da vida"
"Stendhal" - Este busto de gesso pode ser visto na prefeitura de Grenoble. Uma versão em mármore está localizada na "Casa das Stendahl" de Grenoble.
"Filetes de Trois" - Um baixo-relevo de bronze no Musée des beaux-arts de Rennes.
"Le Lait" - Um baixo-relevo em cobre realizado no Musée des beaux-arts de Rennes.
"Le Buerre" - Um baixo-relevo em cobre. Realizado no Musée des beaux-arts de Rennes.
"Les Laveuses" - Outro baixo-relevo de cobre no Musée des beaux-arts de Rennes.
"Bretão assis" - Este estudo de bronze de um bretão sentado é realizado no Rennes Musée des beaux-arts.
"La Municipalite Rennaise 1914" - Realizado por Rennes Musée des beaux-arts. Uma placa marcando a inauguração em 1914 da prefeitura de Rennes.
"Adolphe Beaufrere" - Esta obra de 1918 é realizada no Musée des beaux-arts de Rennes. Beaufrere era um pintor e gravador francês.
"La Pomme de Terre" - Um baixo-relevo realizado pelo Musée des beaux-arts de Rennes.
"Femmes en Deuil" - Este estudo de mulheres de luto, um baixo-relevo de terracota realizado pelo Musée des beaux-arts de Rennes.
"Femme assise" - Baixo-relevo de bronze sobre medalhão do Musée des beaux-arts de Rennes. O trabalho data de cerca de 1919.
"L'Ancetre" - Este estudo de um bretão usando um chapéu data de cerca de 1920. Realizado no Musée des beaux-arts de Rennes.
"La Source" - Esta estátua fica no Parc Maison Blanche de Clamart.
"Richelieu" - Este trabalho é realizado na prefeitura de Luçon.
"Tete de Vieille Femme" - Uma obra em mármore realizada no Musée des beaux-arts de Rennes.
"Tete de Fillette" - Uma obra de 1929 em mármore.
"Le Potier da Poterie" - Baixo-relevo de bronze no Musée des beaux-arts de Rennes.
"Medalhão representando Charles Lenoir" - Trabalho em terracota realizado pelo Musée des beaux-arts de Rennes.
"Estátua do "coração sagrado" no Caniço na Madeira" - Lenoir trabalhou com o colega escultor Georges Serraz no coração sagrado / Cristo Rei, estátua da Madeira em 1927, com 14 metros de altura.
"Monumento a Théodore Botrel" - Este monumento de 1928 está localizado na Place de Verdun de Paimpol. Botrel era um cantor e compositor francês, poeta e dramaturgo. O monumento envolve um grande pedaço de granito no qual há um medalhão de bronze representando Botrel e, em ambos os lados, relevos, um dos quais retrata duas mulheres em trajes bretões (La Paimpolaise olhando para o mar a partir do penhasco imaginário) enquanto o outro retrata um grupo de três homens.
O monumento foi inaugurado em 15 de julho de 1928.
"Monumento a Gabriel Vicaire" - Este monumento ao poeta francês fica na Rue des Carrières, em Ploumanac'h, e é conhecido como "La Roche des Poètes" e é uma placa de bronze representando Vicaire, fixada em uma enorme rocha. Foi em 1910 que o posto de turismo de Perros-Guirec teve a ideia de dedicar uma área entre La Clarté e Ploumanac'h para criar uma homenagem a vários "homens de letras" que vieram desta parte da Bretanha. Além de Vicaire, de Lenoir, o escritor Anatole Le Braz foi lembrado com uma placa em bronze, obra do escultor Armel-Beaufils e em uma terceira pedra Charles Le Goffic foi homenageado com uma placa em bronze por Louis Henri Nicot. O medalhão de Gabriel Vicaire inclui a representação de l'ajonc lembrando os Vicaires "Au Pays des Ajoncs" e a inscrição "Gabriel Vicaire, 1848-1900".
"Memorial aos alunos do conservatório de Paris" - Este memorial de gesso de 1927 para os alunos do conservatório nacional de música de Paris que deram a vida na guerra de 1914-1918 é conservado no Mans Mairie.
"jeune fille à sandale" - Esta escultura de Lenoir fica na praça do l'Hôtel de Ville, em Bois-Colombes.
"La Jeunesse" - Este busto de mármore de Madeleine Lenoir, a filha do escultor, é realizado pelo Rennes Musée des beaux-arts.
"Cabeça de uma velha" - Um busto de mármore realizado pelo Musée des beaux-arts de Rennes.
"Medalhão Charles Lenoir" - Charles Lenoir era o pai de Pierre e este medalhão comemorativo de terracota de 1954, representando Charles em baixo-relevo, é realizado na coleção do museu de arte de Rennes. Charles foi um escultor talentoso.
"La Rivière" - Esta escultura esculpida em pedra senozan pode ser vista no mairie Parthenay.